# Vượt sông Rubicon

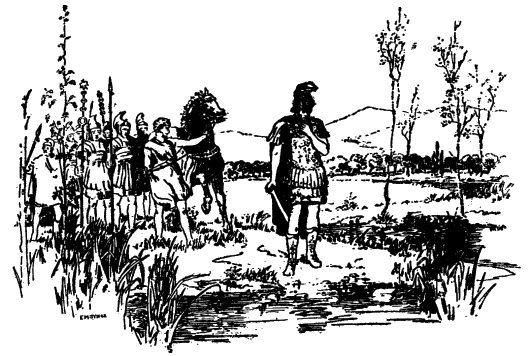
Julius Caesar dừng lại trên bờ sông Rubicon

Crossing the Rubicon (tiếng Anh: Crossing the Rubicon) là một thành ngữ tiếng Anh có nghĩa bóng là "vượt qua chừng mực mà không thể quay lại". Ý nghĩa của nó xuất phát từ sự kiện Julius Caesar cùng Quân đoàn 13 (Legio XIII) vượt sông Rubicon vào đầu tháng 1 năm 49 trước Công nguyên từ xứ Cisalpine Gaul vào Trung tâm La Mã - biên giới tự nhiên giữa trung tâm quyền lực La Mã với các tỉnh. Ngày cụ thể không được xác định rõ ràng, nhưng các học giả thường ấn định là vào đêm ngày 10 và 11 tháng 1, dựa trên tốc độ có thể di chuyển vào thời điểm đó. Người ta thường khẳng định rằng việc Caesar vượt sông đã thúc đẩy cuộc nội chiến của Caesar, nhưng trên thực tế lực lượng của Caesar đã vượt sông vào Ý và chiếm đóng Ariminum vào ngày hôm trước. Cuộc nội chiến cuối cùng đã dẫn đến việc Caesar đánh bại Pompey và trở thành nhà độc tài trọn đời (dictator perpetuo).
Trước đó, Caesar đã được bổ nhiệm làm thống đốc một khu vực trải dài từ miền nam xứ Gaul đến Illyricum. Khi nhiệm kỳ thống đốc của ông kết thúc, Viện nguyên lão La Mã đã ra lệnh cho ông trở về Rome. Theo quy định của đế chế, các thống đốc cầm quân trấn thủ các tỉnh khi trở về Rome sẽ phải để lại quân đội, không được đưa quân vượt qua sông Rubicon, việc Caesar vượt sông cùng với vũ khí và quân đội đồng nghĩa với việc nổi loạn, phản quốc và tuyên chiến với nhà nước. Theo một số tác giả, ông đã thốt ra cụm từ iacta alea est ("con xúc xắc đã được tung ra") trước khi vượt sông.

### Trích dẫn
1. ↑  Beard 2015, tr. 286.
2. ↑  Beard 2015, tr. 286. "Sometime around 10 January 49 BCE, Julius Caesar... crossed the Rubicon... the exact date is not known, nor even the location of this most historically significant of rivers".
3. ↑  Morstein-Marx 2021, tr. 322.
4. ↑  Eg Redonet, Fernando Lillo (ngày 15 tháng 3 năm 2017). "How Julius Caesar Started a Big War by Crossing a Small Stream". History. National Geographic. Bản gốc lưu trữ ngày 10 tháng 4 năm 2021. Truy cập ngày 21 tháng 11 năm 2023.
5. ↑  Badian 1990, tr. 30. "The civil war did not begin with Caesar's crossing of the Rubicon. By the time he reached the river, Q. Hortensius had already occupied Ariminum".